# Abetxuku
 (septembre 2020).
Si vous disposez d'ouvrages ou d'articles de référence ou si vous connaissez des sites web de qualité traitant du thème abordé ici, merci de compléter l'article en donnant les références utiles à sa vérifiabilité et en les liant à la section « Notes et références ».

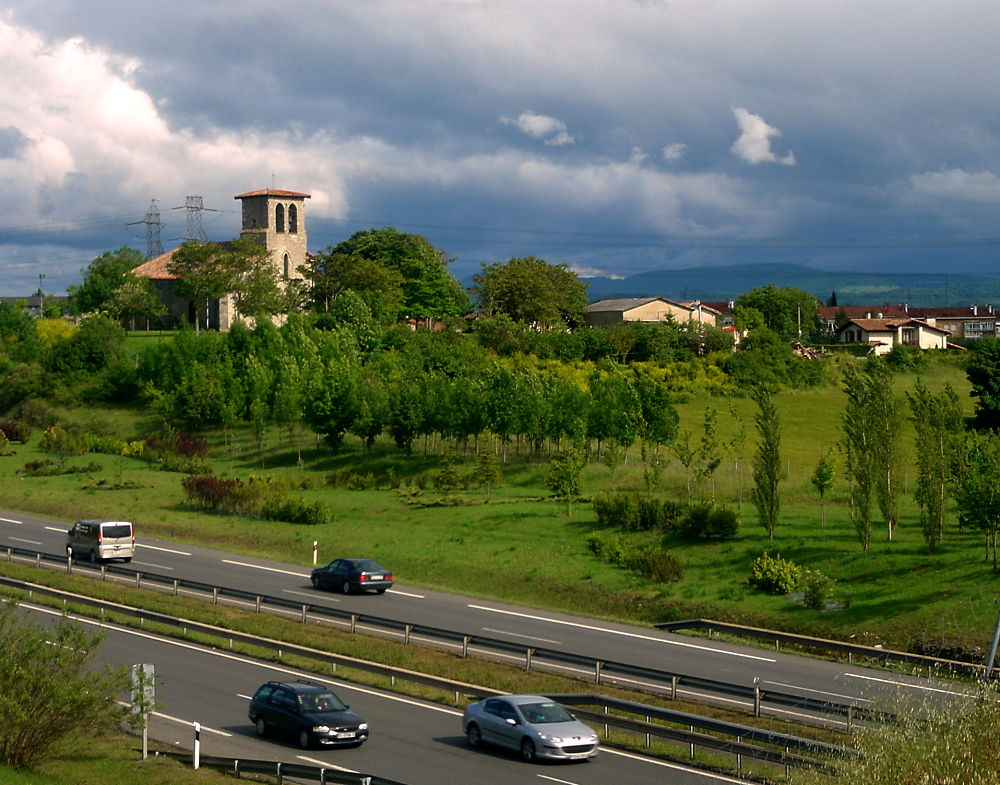
Le village d'Abetxuku se situe sur une colline, où passe actuellement l'autoroute A-1.

Abetxuku en basque ou Abechuco en espagnol, est un village ou commune faisant partie de la municipalité de Vitoria-Gasteiz dans la province d'alava dans la Communauté autonome basque.

## Histoire
Abetxuku, qui signifie lieu d'airelles en basque, est mentionné pour la première fois dans le Cartulaire de San Millán de la Cogolla en 1025 où il apparaît sous la dénomination Avoggoco. En 1257 et 1332 il apparaît comme Abuchucu. En 1481 il est mentionné tant comme Abechuco que Abechucu. Dans différents documents des XVIè et XVIIè siècles il est mentionné comme Abechucu ou Abechuqu, ainsi que Avechuco. C'est à partir du XVIIe siècle qu'il commence à être consolidé sous la forme qui nous est parvenue jusqu'aux temps modernes, Abechuco. En principe le nom basque de la localité a été une simple adaptation à la graphie basque, qui est celle qui a été officialisée. Toutefois en 2001 l'Académie de la langue basque a proposé la forme Abetxuku comme nom de la population en euskara, qui est officialisé en 2005.
Ancien village des alentours de Vitoria-Gasteiz, il a été définitivement rattaché à la juridiction de la ville, après un procès qui a maintenu celui-ci avec la Confrérie d'Arriaga (Cofradía d'Arriaga) au XIVe siècle. Le roi  Alphonse XI a accordé la juridiction de Vitoria sur Abetxuku, ainsi que sur 41 autres hameaux qui étaient en litige entre le conseil de Vitoria et la Confrérie d'Alava.
Il a maintenu une taille modeste jusqu'à la fin des années 1950. Il a été le plus étendu des villages qui ont crû à cette époque dans la banlieue proche de la ville de Vitoria. En s'appuyant sur le noyau rural préexistant, l'urbanisation d'Abetxuku a été promue en 1957 par la mairie et la  Caisse d'Épargne municipale de Vitoria (Caja de Ahorros Municipal de Vitoria), comme une urbanisation dans la banlieue proche de Vitoria et éloignée du centre de la ville (Selon le projet municipal « … pour que les travailleurs vivent près de leurs lieux de travail »). Il a été créé pour recevoir l'émigration intérieure croissante (andalous, d'Estrémadure,  castillans…). Abetxuku a été construit en deux phases, avec des constructions de maisons dans la première (certaines construites par leurs propriétaires) et d'immeubles dans la seconde. En 1966 il comptait déjà 2.775 habitants, un chiffre légèrement inférieur à l'heure actuelle.
Son isolement et sa distance du reste de la ville, dont elle est séparée par la rivière Zadorra et les zones industrielles d'Arriaga et de Gamarra, la condition de marginale (donnée par ses créateurs), le caractère d'immigrants de la plupart de ses habitants, la faible qualité de ses logements, etc et surtout, le traitement donné par la presse et la radio de ces temps ont donné une renommée désastreuse injustifiée à Abetxuku dans Vitoria, étant considéré comme un des pires quartiers, sinon le pire. On a fondamentalement tenté que l'émigrant ne se mélange pas avec les "autochtones" et de créer le rejet par ceux-ci.
Actuellement, ces préjugés sont pratiquement inexistants et vu la croissance de la ville, est déjà intégré dans cette dernière. La construction d'un nouveau pont et du métro léger a notamment contribué à cela. On a construit de nouveaux logements tant publics que privées. Le paradoxe, longtemps vilipendées "maisonnettes" d'Abetxuku, font l'objet maintenant d'un désir ardent pour la majorité des vitorianos (gentilé de Vitoria). Ce qui est certain c'est que Abetxuku s'est grandement amélioré. Fondamentalement et grâce à ses propres habitants, par le biais de ses différents groupes vicinaux, ce qui a fait que le quartier - le hameau dispose d'une forte identité, un important mouvement associatif et un grand enracinement de ses "indigènes". Actuellement il compte 3.293 habitants (2004).

## Patrimoine religieux
- Église  romane San Migel

## Personnalité liée  au quartier
- Iñaki Viñaspre (1984), bertsolari.